# Joseph Robidoux

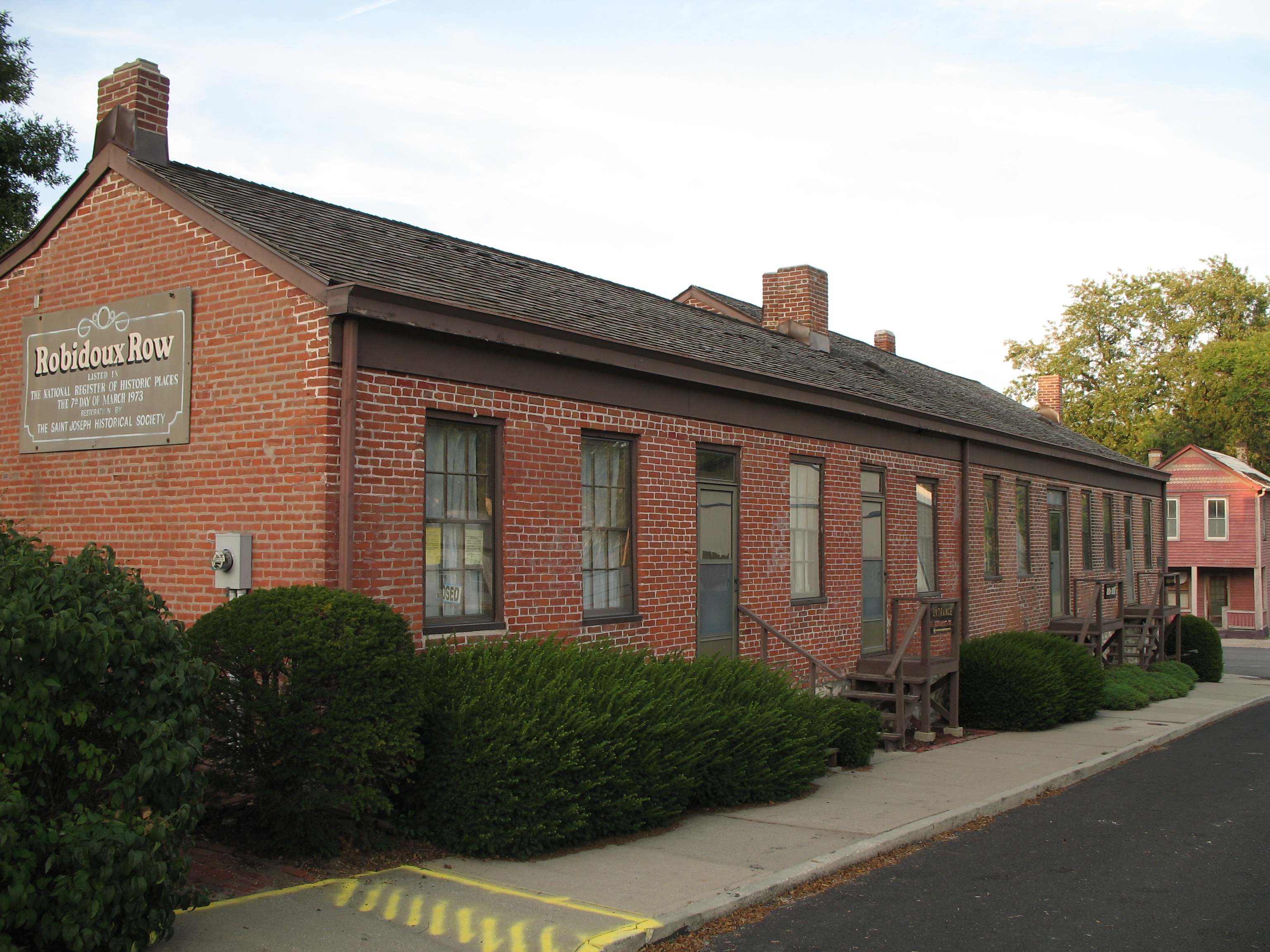
Robidoux Row construído pelo próprio Robidoux.

Joseph Robidoux III (1783 – 1868) estabeleceu o Blacksnake Hills Trading Post e o Cabanne's Trading Post que se veio depois a tornar St. Joseph, Missouri.